# Torregassa
Torregassa är en ort i Spanien.   Den ligger i provinsen Província de Tarragona och regionen Katalonien, i den östra delen av landet, 400 km öster om huvudstaden Madrid. Torregassa ligger 195 meter över havet och antalet invånare är 500.
Terrängen runt Torregassa är kuperad åt nordväst, men åt sydost är den platt. Runt Torregassa är det tätbefolkat, med 343 invånare per kvadratkilometer. Närmaste större samhälle är Vilanova i la Geltrú, 18,5 km öster om Torregassa. Trakten runt Torregassa består till största delen av jordbruksmark.